# O-47 (航空機)
ノースアメリカン O-47
国立アメリカ空軍博物館のO-47B
- 用途：観測機
- 製造者：ノースアメリカン
- 運用者：アメリカ陸軍航空隊
- 初飛行：1935年
- 生産数：239機[1]
- 運用開始：1937年
- 運用状況：退役

ノースアメリカン O-47（North American O-47）は、アメリカ陸軍航空隊で使用された単葉、引き込み式降着装置と3枚プロペラを持つ観測機である。

## 設計と開発

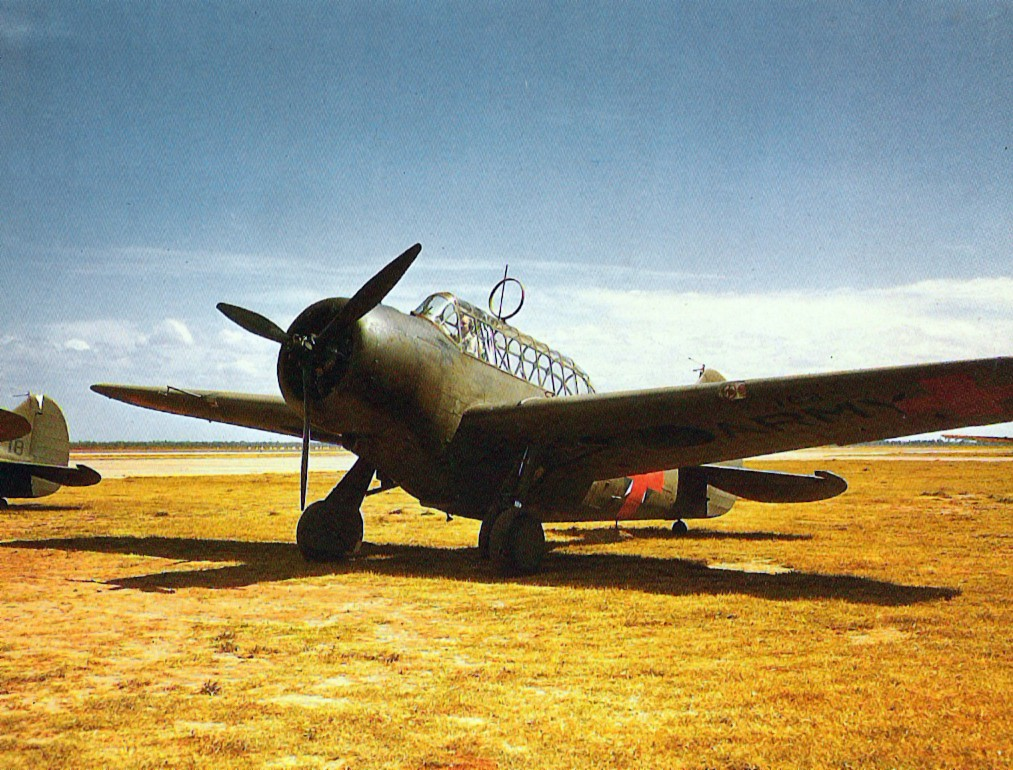
1941年の軍事演習時の「赤軍」所属のO-47B

O-47は、トーマス＝モース O-19やダグラス O-38といった複葉観測機を代替する目的で開発された。本機はそれ以前のほとんどの観測機よりも大型で重く、長いキャノピーの下で3名の搭乗員がタンデムに座った。主翼で遮られる下方への視界や写真撮影は、深い胴体下部の窓により解消されていた。試作機XO-47は元々ノースアメリカン社の子会社であるジェネラル・アヴィエーション社によりGA-15として設計された。陸軍航空隊は1937年から1938年にかけて174機のO-47を発注し、その内93機は州兵部隊に配備された。1938年に陸軍は、冷却性能を向上させた改良型エンジン・カウリングやより高出力のエンジン、改良型通信機を装備したO-47Bを74機発注した。

## 運用の歴史
1941年に行われた軍事演習により、O-47の欠点が表面化した。地上兵力との共同作戦においてはより小型の航空機が有用である一方で、偵察や写真撮影といった任務では戦闘機や双発爆撃機がより高い能力を有していることが分かった。そのため第二次世界大戦中は日本軍の攻撃により国外の基地で鹵獲された以外ではO-47は、標的曳航、沿岸哨戒、対潜哨戒といった任務へ廻された。

## 派生型
- XO-47：出力850 hp (634 kW)のライト R-1820-41 エンジンを装備。ダンドークで1機のみ製造（シリアルナンバー：36-145）[1]。
- O-47A：164機製造。ライト R-1820-49 エンジンを装備したイングルウッド (カリフォルニア州)で製造。
- O-47B：74機製造。小改良を施し、出力1,060 hp (790 kW)のライト R-1820-57エンジン[3]と追加の50 ガロン燃料タンクを装備した[1]。

## 運用
アメリカ合衆国
- アメリカ陸軍航空隊

## 現存機
- O-47B (s/n 39-112) がデイトン (オハイオ州)近郊のライト・パターソン空軍基地にある国立アメリカ空軍博物館の初期航空機展示場に展示されている。このO-47Bは 1978年にローレン・L・フローリー・ジュニア（Loren L. Florey Jr.）から購入され、マンスフィールド (オハイオ州)に所在するオハイオ州空軍の第179独立整備飛行隊（The 179th Consolidated Aircraft Maintenance Squadron）で修復された。この機体はオハイオ州軍の第112偵察飛行隊所属のO-47Aの塗装が施されている[4]。

- 1機のO-47AがワシントンD.C.にある国立航空宇宙博物館に展示されている[5]。

- もう1機のO-47がチノ (カリフォルニア州)のプレーンズ・オブ・フェーム航空博物館で修復中である[6]。

## 要目
(0-47A) "United States Military Aircraft Since 1909" 
- 乗員：3名
- 全長：10.24 m (33 ft 7 in)
- 全幅：14.1 m (46 ft 4 in)
- 全高：3.7 m (12 ft 2 in)
- 翼面積：32.5 m2 (350 ft2)
- 翼面荷重：
- 空虚重量：2,712.5 kg (5,980 lb)
- 全備重量：3,463.6 kg (7,636 lb)
- 有効搭載重量：2,520 kg (5,560 lb)
- 馬力/重量：250 W/kg (0.15 hp/b)
- エンジン：1 × ライト R-1820-49 星型エンジン、975 hp (727 kW)
- 最大速度：355.7 km/h (221 mph)
- 巡航速度：322 km/h (200 mph)
- 航続距離：1,352 km (840 miles)
- 巡航高度：7,071 m (23,200 ft)
- 上昇率：448.3 m/min (1,470.8 ft/min)

- 武装：
  - 機銃：
    - 1 × 主翼 固定 0.30 in (7.62 mm) 弾薬200発
    - 1 × 後部座席 旋回式 0.30 in (7.62 mm) 弾薬600発

## 登場作品

### 漫画
『サンタクルーズの橋』
戦場まんがシリーズの一編。ルソン島上空でバカンス楽しむカップルが、サンタクルーズ湾で死者の列が渡る巨大な橋を目撃してしまう。